# Camp d'en Maiol
El Camp d'en Maiol és un camp de futbol de Sóller (Mallorca). El camp té un aforament per a uns 1.500 espectadors, amb tribuna coberta i grades laterals. La seva superfície acull un terreny de joc de Futbol 11 de 98 x 61 metres i dos camps de Futbol 7 de 61 x 38 metres. És de titularitat municipal.
El camp fou inaugurat oficialment el 24 d'agost de 1923, amb motiu de la recent creació del primer equip de futbol organitzat a la Ciutat: el Marià Sportiu, l'avantpassat més remot de l'actual CF Sóller. Malgrat la seva antigor (gairebé 90 anys), les actuals instal·lacions del camp han estat modernitzades. L'any 1997 es va instal·lar gespa artificial amb motiu de l'ascens del CF Sóller a Segona Divisió B (fins llavors el camp havia estat exclusivament de terra). En anys posteriors s'hi afegiren els nous vestidors i una nova tribuna. Durant l'estiu de 2009 es varen escometre noves reformes. Es va procedir a cobrir la tribuna i construir-hi davall dependències per als clubs. Posteriorment es renovaren les torres d'enllumenat. Finalment, durant l'estiu de 2010 es va substituir la desgastada catifa de gespa artificial i es construïren les noves grades.
A aquest terreny de joc es disputen els partits oficials dels principals clubs de futbol de la Ciutat:
- El Club de Futbol Sóller, amb 3 equips: dos amateurs (Regional Preferent i Tercera Regional) i un juvenil
- El Club de Futbol Port de Sóller, amb un equip amateur a Regional Preferent
- La Unión Deportiva Sollerense, amb 5 equips de futbol base (de prebenjamins fins a cadets)
- El Cercle Solleric, amb 6 equips: un femení amateur, 4 equips de futbol base (de benjamins fins a infantils) i un de futbol empresa (futbol 7)
- La Unió (coneguda com a Sa Botigueta), amb un equip de futbol empresa (futbol 7)